# 片山小百合
片山 小百合（かたやま さゆり、1976年 - ）は、日本の元AV女優。東京都出身。血液型:A型。

## 主な出演作品
- 「猟奇姉妹 禁断のエネマ」（1998年・アートビデオ）共演:宮沢えり
- 「エネマ旬報 Vol.2 浣腸はつらいよ」（1998年8月12日・シネマジック）他の出演者:林由美香
- 「おもらし倶楽部12号」　（1998年10月25日発行、撮影:杉浦則夫、三和出版）　ISBN 488356665X

※以下発売年不明
- 「検便排泄クリニック・1」
- 「Filthくらぶ」
- 「スケスケ女学院」（アリス出版）
- 「エネマ痴帯EX 2」（シネマジック）
- 「魅せられた痴女図鑑 エネマの快楽 6」（アートビデオ）
- 「凄いオナニー女たち」（オムニバス作品）
- 「これが本物のアナルSEXだ！」（ファーストビジョン）他の出演者:紺野沙貴・飯島亜矢